# Nad otvorenim grobom, tužni zbore
Nad otvorenim grobom, tužni zbore, pjesma Miroslava Krleže prvi put objavljena u časopisu Danas, 1934., knjiga I, br. 2, a potom u zbirci Pjesme u tmini (Zagreb 1937.), u ciklusu Nad otvorenim grobovima. U konačnoj inačici ciklusa objavljena je u knjizi Poezija (Zagreb 1969.). 

## Opis
To je odulja lirska pjesma od 136 stihova raspoređenih u poveće, asimetrične strofe sa za Krležu svojstvenim nejednakim stihovima (od sasvim kratkih do izrazito dugih koji pretežu) i raznolikim rimama, obgrljenima, unakrsnima, uzastopnima i u grozdovima. 
Međutim, sva ta bogata artistička dekoracija u funkciji je spontanoga lirskoga govora kojim se nesmiljeno demaskira lažan sjaj, patetika i licemjerstvo prigodnih govora na ispraćaju onih pokojnika kojima su ti isti govornici i sudionici posmrtnoga ceremonijala često zagorčavali život. 

Oslobodivši svoju pjesničku riječ svih stega, obzira i lažne udvornosti, Krleža pun žuči, otrova i jada prikazuje naličje prigodne Riječi koja je postala farsom. Tema je pjesme zapravo lažni odnos društva i umjetnika, pa je i pjesnikova ogorčenost prirodno usmjerena na govornika kao predstavnika toga društva. Uresivši ga nizom negativnih atribucija, pjesnik otkriva njegovu moralnu prijetvornost i ne ustručava se »jakih« riječi i slika u toj atribuciji (primjerice vukodlak, ljudožder, grobar, krezuba usta, gvalja smrada, ponor pameti, nosorog) čime se manifestira dubina intimnog otpora. Pjesma na određeni način prelazi i u svojevrstan kritički, ogorčeni dijalog s govornikom, odnosno u komentar kojim se do apsurda dovodi naličje izrečenih riječi i fraza. Pjesma je spontana, plastična ilustracija (malo)građanskih društvenih odnosa, ali i snažna kritička, satirička, a mjestimice čak i cinična umjetnikova riječ na račun sredine čiji je moral temom pjesme.
U Čengićevim dnevničkim zapisima S Krležom iz dana u dan, IV (Zagreb 1985.), na pitanje je li povod pjesmi bila smrt A. B. Šimića, Miroslav Krleža odgovara da je pjesma nastala kasnije, da ju je inspirirala smrt Milutina Nehajeva, na čiji pogreb nije išao, ali su ga nekrolozi i drugi prilozi u tisku inspirirali za pjesmu »koju je napisao u dahu« i čijem se odjeku čak čudi.